# Takashi Mizunuma
Takashi Mizunuma (水沼 貴史, Mizunuma Takashi) est un footballeur international japonais né le 28 mai 1960 à Saitama.
Son fils, Kota Mizunuma, est footballeur professionnel.

## Carrière
- 1980-1982 : Hosei University ( Japon)
- 1983-1995 : Yokohama F·Marinos ( Japon)

## Palmarès
- Champion du Japon : 1989, 1990, 1995
- Vainqueur de la Coupe du Japon : 1983, 1984, 1991, 1992, 1993
- Vainqueur de la Coupe d'Asie des vainqueurs de coupe : 1992, 1993